# Риттер, Николай Александрович фон
Николай Александрович фон Риттер (10 (22) января 1846, Ревель — не ранее 1919) — русский поэт-песенник немецкого происхождения, юрист, действительный статский советник. Наиболее известен как автор слов романса «Ямщик, не гони лошадей».

## Происхождение
В некоторых биографиях Николая фон Риттера говорится, что он был потомком Георга фон Риттера, приехавшего в Россию в 1766 году и поступившего на службу в Московский полк[уточнить] и к началу XIX века дослужился до генерал-лейтенанта. Однако сын Георга фон Риттера, Карл Георг, умер от дизентерии в возрасте одного года, а дочь по законам того времени не могла передать потомкам свою фамилию. Других детей у Георга не было.
Приводятся и другие данные, согласно которым Николай Риттер был потомком полтавских дворян Риттеров, однако и эта версия не верна, так как в этих семьях нет никого с именем Николай и отчеством Александрович.
В действительности Николай фон Риттер происходил из семьи прибалтийских немцев: коллежского асессора Александра Леопольда Риттера (1802−1847) и его супруги Анны Марии Элизабеты, урождённой Пеаре (1811−1892), живших в Ревеле.

## Биография
Рано покинул свою родину. Сведения о нём обнаруживаются в архивах Могилёва и Киева. После завершения юридического образования приступил к работе по специальности.
В «Общей росписи начальствующих и прочих лиц в Российской империи на 1892 год» упоминается коллежский асессор Риттер Николай Александрович, который являлся членом Могилёвского окружного суда (СПб. 1892. стр. 631). Видимо, за успешную работу его в 1870 году перевели в Киев, где с 1897 года он числился уже статским советником Киевской судебной палаты.
Был награждён орденами святой Анны (1887), святого Владимира (1902) и святого Станислава I степени (1905).
По последним данным, есть внуки и дети: Алексей Риттер, Ольга Риттер, Петр Риттер.
Биографы Николая фон Риттера сообщают, что он в годы революции уехал за границу (некоторые даже пишут, что в Германию). При этом точная дата отъезда не называется. По нашим[кого?] данным, в начале 1919 года он по-прежнему проживал в Киеве (в доме № 26 по Бибиковскому бульвару). Более поздние данные о нём обнаружить не удалось.

## Творчество
Помимо юридической службы он сочинял стихи и даже сам положил некоторые из них на музыку. Так родился, к примеру, романс «Шутила ты». Многие его стихи положены на музыку разными композиторами: «Ах, зачем эта ночь», «В небе ясном пташечка», «Весенний сон», «Всей силою страсти», «Где туберозы и левкои», «Как янтарь вино горит» и многие другие..